# William Kincaid
Pour les articles homonymes, voir Kincaid.
William Kincaid, né le 26 avril 1895 à Minneapolis et décédé le 27 mars 1967 à Philadelphie, est un flûtiste américain.
Il a été soliste principal de l’Orchestre de Philadelphie de 1921 à 1960.
Ayant enseigné la flûte au Curtis Institute of Music de Philadelphie pendant près de 40 ans, il est considéré comme l’un des pères de l’école américaine de flûte,.

## Biographie

### Musicien d’orchestre
Il apprend d’abord le piano puis commence la flûte à l’âge de 8 ans. À Honolulu, où il passe son enfance, il s’initie à la natation avec le futur champion olympique et recordman du monde Duke Kahanamoku. Toute sa vie, il pratiquera assidument ce sport, ce qui bénéficiera à sa technique de souffle pour la flûte. En 1911, il s’inscrit à l’Institute of Musical Art de New York pour suivre l’enseignement de Georges Barrère,. Il reçoit son Diplôme d’artiste en 1918. Il est membre du New York Symphony Orchestra de 1914 à 1919, avec une interruption d’un an pour servir dans l’US Navy, et deuxième vice-président cofondateur en 1920 du New York Flute Club.
En avril 1921, Leopold Stokowski le nomme soliste principal de l’Orchestre de Philadelphie, un des  “Big Five” américains. Il occupe ce poste jusqu’à ses 65 ans, âge obligé de départ à la retraite à cette époque, d’abord sous la direction de Stokowski, puis de 1938 à 1960 sous celle d’Eugene Ormandy.

### Enseignement
À Philadelphie, l’école privée Curtis Institute of Music est fondée en 1924 grâce à un don de Mary Louise Curtis. Sous la direction artistique de Leopold Stokowski, elle devient rapidement l’une des meilleures des États-Unis, concurrençant la fameuse Juilliard School de New York. Kincaid y sera professeur de flûte de 1928 à 1966. Parmi ses élèves les plus remarquables, on peut citer Frances Blaisdell (en) (1912-2009), première instrumentiste à vent autorisée à jouer au sein de l’Orchestre philharmonique de New York en 1962, Julius Baker (en) (1915-2003), soliste de cet orchestre et professeur au Curtis Institute, Albert Tipton (en) (1917-1997), soliste à l’Orchestre symphonique de Detroit, Doriot Anthony Dwyer (en) (1922-2020), première flûtiste à avoir intégré un des ”Big Five” comme soliste (Boston, 1952), John Solum (en)(1935), pionnier du retour aux instruments anciens, et Elaine Shaffer (1925-1973), son élève préférée, concertiste internationale,.
En complément de ses leçons au Curtis, Kincaid a publié deux ouvrages techniques, avec la collaboration de son élève Claire Polin :
- William Kincaid & Claire Polin : The Art and Practice of Modern Flute Technique, 1967, réédition 1985, éditeur MCA, distribution Hal Leonard Corporation, Milwaukee (USA). Vol.1, leçons 1-9   (ISBN 9780793519996) ; vol.2, leçons 10-14  (ISBN 978-0634060236) ; vol.3, leçons 15-19  (ISBN 978-0634060328).
- William Kincaid & Claire C. J. Polin : The Advanced Flutist : A guide to multiple tonguing, vibrato and sensitive fingering. éd. Elkan-Vogel, Bryn Mawr (Pennsylvania), 84 p, 1975.

## Décès
Dépendant à l’alcool, il en souffrait et incitait ses amis à ne pas boire. En 1966, atteint de dépression depuis la mort de sa femme et sa récente retraite du Curtis Institute, son état de santé se dégrade, nécessitant la présence d’une infirmière à domicile. Il décède le 27 mars 1967 dans son appartement de Philadelphie. Il est enterré au cimetière de Gaffney, ville d’origine de sa femme Helen, organiste d’église,.

## Pionnier de la flûte
Devenu l’un des flûtistes les plus réputés des États-Unis, quarante œuvres lui sont dédiées par des compositeurs de son pays, dont Serenade pour flûte et violon de Virgil Thomson (1931), Volute and Rondel pour flûte seule de Carlos Salzedo (1951) et le Trio pour flûte, violoncelle et piano de Ned Rorem (1960).
Il s’intéresse aux meilleures œuvres pour flûte de ses contemporains, étant le premier à enregistrer la Sonatine d’Henri Dutilleux de 1943 (en 1950) et la Sérénade d’Howard Hanson de 1945. Entre 1950 et 1960, il enregistre - en première mondiale pour la plupart - le Concertino de Cécile Chaminade (1902), Poem de Charles Tomlinson Griffes (1918), la Sonate de Paul Hindemith (1936) et deux œuvres de 1940, Night Soliloquy de Kent Kennan (1913-2003) et In the Groove de Robert McBride (1911-2007). Avec le Quintette à vent de Philadelphie, il enregistre des œuvres écrites entre 1922 et 1944 par Jacques Ibert, Eugène Bozza, Paul Hindemith et Arnold Schoenberg.
Son intérêt pour le répertoire flûtistique se porte aussi sur le XVIIIe siècle, notamment Vivaldi, Haendel ou Platti. Avec Stokowski, grand connaisseur et arrangeur de Bach, puis avec Ormandy, il joue les œuvres orchestrales du Cantor, mais aussi l’une de son contemporain Georg Philipp Telemann complètement oublié à l’époque, la Suite en la mineur TWV 55:a2, dont il donne le premier enregistrement mondial avec Ormandy en 1941. Grâce aux archives du Curtis Institute, on sait qu’il faisait travailler cette œuvre à ses élèves, dont les plus connus l’ont également enregistrée 20 ou 30 ans plus tard.
Il a mis au point et enseigné à ses élèves une technique inédite, le “whistle tone”, pour l’éxécution du Concerto de Louis Gesensway, dont la cadence du 1er mouvement requiert ce “son de sifflet”,.

## La flûte “Kincaid” en platine
Il a joué pendant 25 ans sur un instrument exceptionnel, une flûte en platine fabriquée par Verne Q. Powell (en) pour être exposée à la New York World’s Fair de 1939 et achetée juste après par le soliste de Philadelphie.
À Noël 1966, Kincaid fait cadeau de cette flûte à Elaine Kurtz Shaffer, liée à son professeur par une admiration et une affection réciproques. Shaffer l’a utilisée pour la création du Duo pour flûte et piano d’Aaron Copland écrit en hommage à William Kincaid, à Philadelphie le 3 octobre 1971, puis dans l’enregistrement de l’œuvre à New York en décembre 1972. Devenue propriété d’Efrem Kurtz après la mort de son épouse en 1973, la flûte a été vendue aux enchères par Christie's New York en 1986 à Stuart Pivar (en), collectionneur d’art et ami d’Andy Warhol pour $187 000, un record jamais égalé pour un instrument à vent,.

## Discographie
- avec l’Orchestre de Philadelphie, direction Leopold Stokowski[27] :
  - Debussy : Prélude à l’après-midi d’un faune. Enregistré le 28/04/1924 (Victrola 6481 ; édition digitale par Pristine Classical PASC441[28]).
  - id. Enregistré le 10/03/1927 (Victor 6696).
  - id. Enregistré le 8/12/1940 (Victor 17700).
  - Mozart : Concerto pour flûte et harpe K.299, avec Edna Phillips, harpe (date inconnue).
  - Bach : Concerto brandebourgeois n° 5 BVW 1050. Enregistré le 25/02/1960 (LP stéréo Columbia MS 6313 ; réédition CD “The Philadelphia Orchestra plays Bach”, 2 CD Sony Masterworks Heritage MH2K 62345, 1996, ou “Leopold Stokowski – The Columbia stereo recordings”, 10 CD Sony Classical 86919 71152, 2012).
- avec l’Orchestre de Philadelphie, direction Eugene Ormandy :
  - Disques 78 tours :
    - Telemann : Suite en la mineur TWV 55:a2. Enregistré le 15/03/1941 (RCA Victor).
    - Debussy : Prélude à l’après-midi d’un faune. Enregistré le 3/12/1947 (Columbia).
    - Howard Hanson : Serenade for flute, harp ands strings. Enregistré le 4/12/1947 (Columbia).
    - Gluck : Danse des Esprits. Enregistré le 10/05/1949 (Columbia).
    - Kent Kennan : Night Soliloquy. Enregistré le 2/04/1950 (Columbia).

  - Disques microsillons et reports en CD :
    - Charles Tomlinson Griffes : Poem. “The Philadelphia Orchestra - First Chair”. Enregistré les 5-6/04/1952 (LP mono Columbia ML 4629).
    - Debussy : Prélude à l’après-midi d’un faune. Enregistré le 14/03/1959 (LP stéréo Columbia MS 6077, réédition CD Sony Classical “Essential Classics” SBK 53 256, 1993).
    - Mozart : Concerto en sol K.313. Enregistré le 24/04/1960 (LP stéréo Columbia MS 6451. Rééditions CD : “Eugene Ormandy conducts Mozart Wind Concertos”, Sony Classical, 1991 ; “Legendary Interpretations - Eugene Ormandy, Mozart : Concertos pour instruments à vent”, RCA Red Seal, 2017).
- avec Vladimir Sokoloff, pianiste :
  - “Music For The Flute” by William Kincaid : Benedetto Marcello, Hindemith, Saint-Saëns, André Caplet, Debussy, Henri Dutilleux (LP mono Columbia ML 4339, 1950)[29].
  - “William Kincaid plays the Flute”, 2 LP mono Sparton “Award Artist Series” AAS 705 & 706 (195-? ou 1960)[29], réédités en CD en 2003 par Boston Records[30] :
    - “Legendary Flutist” William Kincaid, vol.1 : Giovanni Benedetto Platti, Haendel, J.S. Bach, Mozart, Gluck, Saint-Saëns, Charles-Marie Widor, Cécile Chaminade (BR 1058).
    - “Legendary Flutist” William Kincaid, vol.2 : Fauré, André Caplet, Hans Joachim Andersen, Kent Kennan, Robert McBride, Vivaldi, Mozart, Donizetti, Paul Agricole Génin (BR 1059).